# وادي الكرابي (ذي السفال)

تعديل مصدري - تعديل

وادي الكرابي هي إحدى قرى عزلة العداني بمديرية ذي السفال التابعة لمحافظة إب، بلغ تعداد سكانها 763 نسمة حسب تعداد اليمن لعام 2004.